# 西宮山口南出入口
西宮山口南出入口（にしのみややまぐちみなみでいりぐち）は、兵庫県西宮市の阪神高速道路7号北神戸線の出入口。有馬温泉への最寄インターチェンジとして案内されている。
2025年（令和7年）3月25日より東行・西行ともに入口料金所がETC専用になっている。

## 道路
- 阪神高速7号北神戸線(7-13)

## 料金所

### 西宮山口南（東行）料金所
- ブース数：2
  - ETC専用：1
  - サポート：1

### 西宮山口南（西行）料金所
- ブース数：2
  - ETC専用：1
  - サポート：1

## 接続する道路
- 兵庫県道82号大沢西宮線
- 兵庫県道98号有馬山口線

## 周辺
- 有馬温泉
- 関西電力有馬変電所
- 金仙寺湖
- 西宮北ゴルフコース
- 六甲カントリー倶楽部

## 隣
阪神高速7号北神戸線
(7-12)有馬口出入口 - (7-13,7-14)西宮山口南出入口 - (7-15)西宮山口東出入口